# María José Urzúa
María José Urzúa O'Ryan (Santiago, 1983) es una actriz chilena.

## Vida
Es hija de la también actriz Sandra O'Ryan. Debutó en televisión en 2005 con un rol protagónico en la telenovela Versusde Televisión Nacional, por el que fue nominada como mejor actriz revelación a los premios Apes.
Entre 2009 y 2011 participó en la serie Otra vez papá de Mega junto a su madre. Hasta septiembre de 2013, fue panelista del programa Así somos.

## Filmografía

### Telenovelas
| Teleseries | Teleseries | Teleseries            | Teleseries |
| Año        | Teleserie  | Rol                   | Canal      |
| ---------- | ---------- | --------------------- | ---------- |
| 2005       | Versus     | Javiera Fuentealba    | TVN        |
| 2006       | Floribella | Liliana "Lily" Burgos | TVN        |

### Series y unitarios
| Series y unitarios | Series y unitarios   | Series y unitarios | Series y unitarios |
| Año                | Serie                | Rol                | Canal              |
| ------------------ | -------------------- | ------------------ | ------------------ |
| 2006               | El día menos pensado | Lucía Urrutia      | TVN                |
| 2008               | La ofis              | Catalina Fernández | Canal 13           |
| 2009-2011          | Otra vez papá        | Camila Campbell    | Mega               |
| 2011               | El Lagarto           | Johanna Valdivieso | Via X              |

## Programas
- Vida sana (Vive! Deportes) (2009) - Conductora
- Así somos (La Red) (2013) - Panelista

## Comerciales de televisión
- Vivo (2011)